# Ščëkino
Ščëkino è una città della Russia europea centrale (oblast' di Tula). Appartiene amministrativamente al rajon Ščëkinskij, del quale è il capoluogo.
Si trova nella parte centrale della oblast', 25 chilometri a sud di Tula, lungo la linea ferroviaria che congiunge Tula e Orël.